# St. Bernice
St. Bernice – jednostka osadnicza w Stanach Zjednoczonych, w stanie Indiana, w hrabstwie Vermillion.
Urząd pocztowy w Saint Bernice działa od 1867 roku. Mapa katastralna została założona w 1905 roku. Pochodzenie nazwy Saint Bernice jest niejasne.